# Verdien model
Verdien model is een lied van de Nederlandse producer, rapper en presentator Rotjoch in samenwerking met de Nederlandse rappers Mula B en KA. Het stond in 2022 als zestiende track op het album Float van Rotjoch.

## Achtergrond
Verdien model past in de genres nederhop en trap. Het is geschreven door Angelo Diop, Ayoub Chemlali, Hicham Gieskes, Sander Stuij en Denzel van Gemert en geproduceerd door p.APE en Rotjoch. 
In het lied rappen en zingen de artiesten over een luxueus leven waarin geld veel wordt verdiend en uitgegeven. Ook worden allerlei bijkomstigheden uit het leven van een succesvolle hiphopartiest genoemd. 

## Hitnoteringen
Hoewel het lied niet als single was uitgebracht, hadden de artiesten bescheiden succes met het lied in Nederland. In twee weken op de Single Top 100 piekte het op de 62e plaats. De Top 40 en haar Tipparade werden niet bereikt.